# St. Martin (Hetschburg)

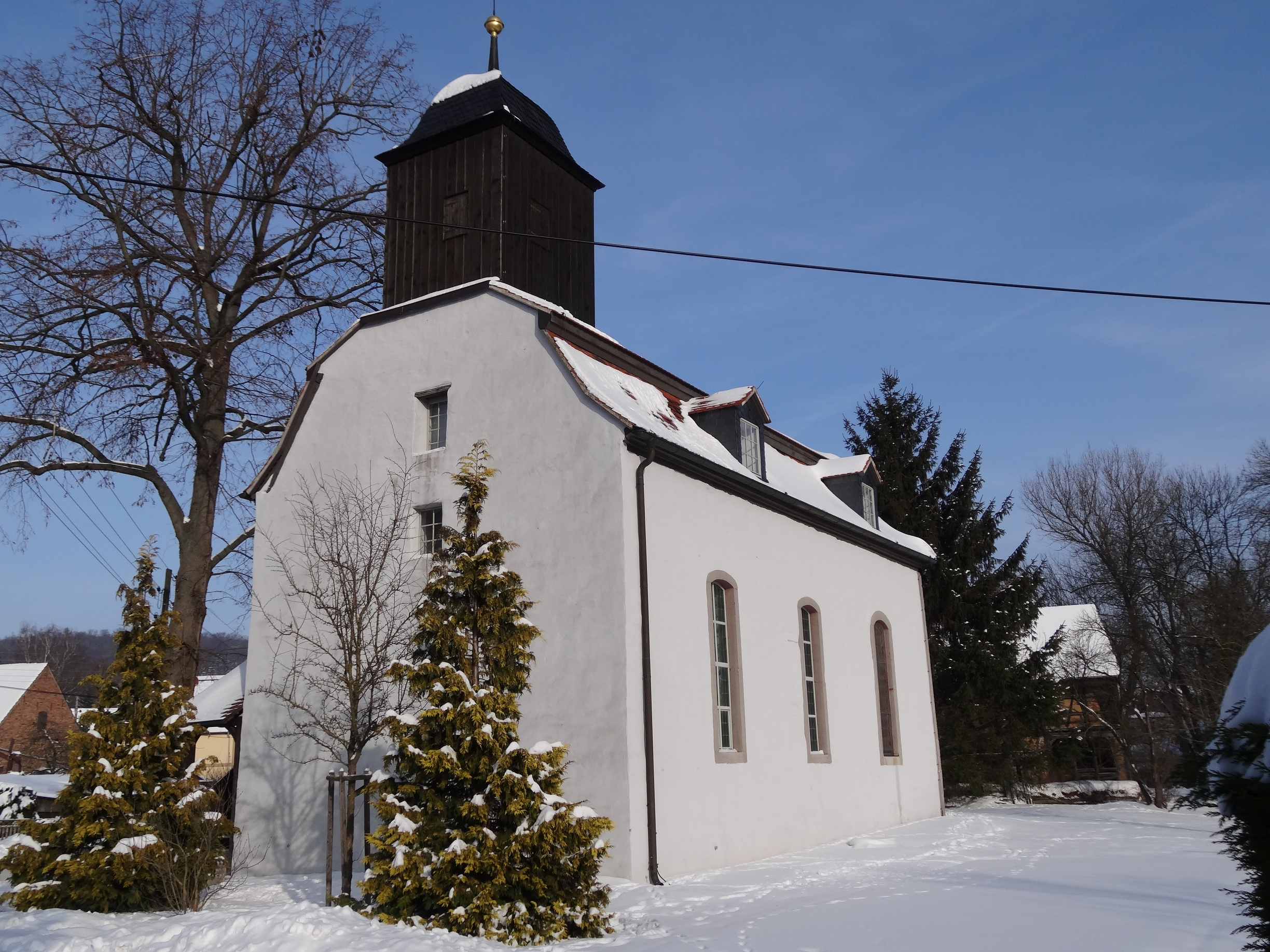
Die Kirche

Die evangelische Kirche St. Martin steht in der Gemeinde Hetschburg im Landkreis Weimarer Land in Thüringen. Sie gehört zur Kirchengemeinde Bad Berka im Kirchenkreis Weimar der Evangelischen Kirche in Mitteldeutschland.

## Lage
Nördlich des Ilmknies mit einem Brückenübergang zum Dorf Hetschburg befindet sich linker Hand die Kirche.

## Geschichte
Die Martinskapelle als Vorgängerbau auf dem Berg zwischen den Vorgängerdörfern Hetschburg und Buchfart, von einem Burgwall umgeben, wurde zu einem nicht überlieferten Zeitpunkt zerstört und in einer Urkunde als wüste Kirche bezeichnet.
1520 begannen die Hetschburger den Bau von St. Martin. Im Dreißigjährigen Krieg (1618–1648) brannte die Kirche wahrscheinlich nieder und wurde von 1700 bis 1720 im Barockstil wieder aufgebaut und mit einer Orgel von Joh. Friedrich Hartung aus Schloßvippach ausgestattet.
Die Türen wurden 1991 sowie die Überdachung des Treppenhauses wurden erneuert, ebenso das Hauptdach.

## Architektur
Der Kirchenraum ist eine kleine Hallenkirche. Ein Paar hölzerner Stützen steht zwischen dem Chor und dem Kirchenschiff, das mit einer L-förmigen Empore für die Gläubigen ausgestattet ist, und einer Orgelempore über deren westlichem Teil. Im zweigeschossigen Emporenbereich stützt ein weiteres Paar schlanker Pfeiler den Turm. Weitere Stützen tragen nur die Emporen. Der hochmoderne Altar besteht aus Cortenstahl.
1991 wurde der Kirchturm abgetragen und 1992 rekonstruiert.

## Kirchhof
Bis 1906 umgab eine Mauer das Kirchgelände. Zwei Grabmale von damals sind noch vor Ort. 1864 wurde der Friedhof verlegt.

## Orgel

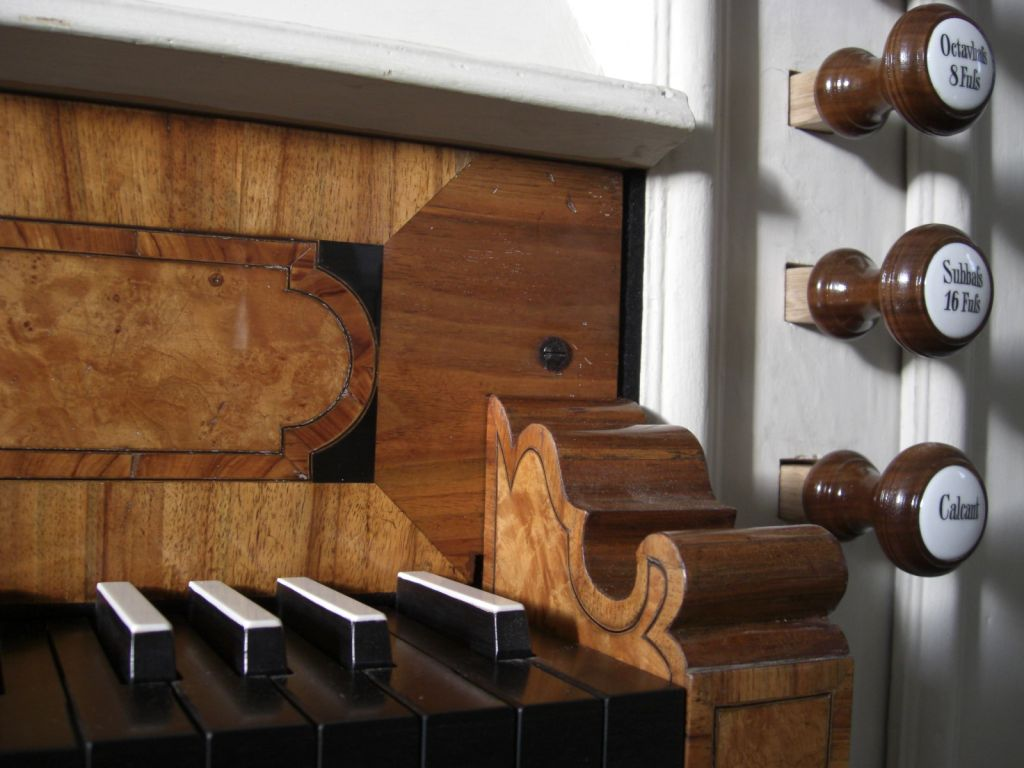
Spieltisch

Die Orgel aus dem Jahr 1779 verstummte 1973. Sie wurde 2005/ 06 durch Gerd-Christian Bochmann (Kohren Salis) ausgelagert und 2007 durch die Firma Rösel und Hercher generalsaniert und wieder geweiht.

## Glocke
Im Kirchturm läutet eine 1915 von der Gießerei Franz Schilling Söhne (Apolda) gegossene Bronzeglocke.

## Förderverein
Ein Förderverein wurde 2001 gegründet.